# Cliffortia lanceolata
Cliffortia lanceolata är en rosväxtart som beskrevs av August Henning Weimarck. Cliffortia lanceolata ingår i släktet Cliffortia och familjen rosväxter. Inga underarter finns listade i Catalogue of Life.